# Emirat de Jama'are
L'emirat de Jama'are, també escrit com Jamaare o Jamaari, fou un emirat de Nigèria i avui dia un emirat tradicional a l'estat de Bauchi, al nord de Nigèria. Tradicionalment es considera que l'emirat fou fundat el 1811 per Muhammadu Wabi I, un líder en la gihad fulani (guerra santa), dirigit per Usman Dan Fodio, si bé l'emirat no va ser oficialment reconegut fins a 1835, quan Sambolei, el cap fulani de Jama'are, va ser recompensat amb el nomenament per la seva ajuda contra els rebels haussa de Katsina per part de Muhammad Bello, el musulmi Sarkin ("comandant dels fidels") i sultà de Sokoto. Emir Muhammadu Maude va construir les muralles (6 metres d'alçada amb quatre portes) de la ciutat de Jama'are en la dècada de 1850, però la ciutat tot just va sobreviure als atacs de les forces de l'emir Buhari de Hadejia en els anys 1850 i 1860. L'emir de Jama'are, Muhammadu Wabi II, es va sotmetre als britànics després de la caiguda de la ciutat de Kano en mans d'aquests darrers el 1903. Incorporada a la divisió de Katagum de la província de Kano, l'emirat de Jama'are va ser traslladat a la província de Bauchi el 1926 i es va convertir en part de l'estat de Bauchi el 1976.
La majoria dels habitants de l'emirat són membres dels pobles fulani, shirawa, kanuri o haussa. Conreen cacauets (maní), cotó, sorgo, mill, caupí i verdures, que creixen a la plana humida; també crien cabres, vaques, ovelles, rucs i cavalls. L'Autoritat de Desenvolupament de la Conca dels rius Hadejia-Jama'are va ser creada a finals de 1970 per a millorar la productivitat agrícola a la zona. Teixit del cotó i tenyit, especialment amb anyil, són activitats locals importants. Jama'are és la seu d'un consell de govern local, i hi ha una escola primària de formació de professors, un hospital general, i una clínica de la lepra a la ciutat.

## Emirs
- 1811 - 1824 Muhammadu Wabi I dan Ardo Sale (d. 1824)
- 1824 - 1854 Sambolei dan Ardo Sale (d. 1854)
- 1854 - 1862 Muhammadu Maude dan Sambolei (d. 1862)
- 1862 - 1886 Muhammadu Sambo dan Muhammadu Wabi (d. 1886)
- 1886 - 1918 Muhammadu Wabi II dan Muhammadu Sambo (d. 1918)
- 1918 - 1928 Muhammadu Goje dan Muhammadu Wabi (d. 1928)
- 1928 - 1975 Muhammadu Wabi III dan Muhammadu Goje (b. 1900 - d. 1975)
- 1975 - .... Muhammadu Wabi IV dan Muhammadu Wabi
- .... - .... Muhammadu Ahmadu Wabi I
- .... - 2006 Muhammadu Ahmadu Wabi II
- 2006 - Muhammadu Ahmadu Wabi III